# Ljubičasta kruščika
Ljubičasta kruščika (purpurna kruščika; lat. Epipactis purpurata) europska je vrsta orhideja koja pripada redu Asparagales. Raste u područjima do 1000 metara nadmorske visine, u sjenovitim listopadnim šumama. Prirodno raste na Sredozemlju (Italija, Grčka, Hrvatska, Srbija) i na području Alpa (Njemačka i Švicarska), a oprašivanjem je prenesena i u Baltičke zemlje, Francusku i Ujedinjeno Kraljevstvo.

## Građa
Ljubičasta kruščika naraste 20-80 cm visine. Stabljika joj je čvrsta i ljubičasta, a po njoj je biljka i dobila ime. Njezinih 4-10 listova obavijaju stabljiku, jajasta su oblika. Dugi su 5-10, a široki 2–5 cm. Cvat je 5–30 cm dug s puno žučkastozelenih cvjetova. Vanjski listići ocvijeća su jajastolancenasti, na vrhu zašiljeni i 10–12 mm dugi. Unutarnji listići ocvijeća znatno su kraći. Medna usna je 8–10 mm duga i dvodijelna. Hipohil ima oblik zdjele. Izvana je zelenobijele boje, dok je unutra crvenkastoljubičast. Ephil je oblika srca, 4–5 mm dug i 5 mm širok, nagore je zaokrenut i bijelih je rubova. Cvate od sredine srpnja do konca rujna.

## Genetika
Ljubičasta kruščika ima dva para kromosoma, a svaki par sadržava 20 kromosoma (2n=40).

## Ekologija
Ljubičasta kruščika pojavljuje se u različitim tipovima šuma, osobito u europskim bukovim šumama i šumama s dominantnom jelom i smrekom na vlažnom tlu. Pedološki kruščika raste uglavnom na vlažnim i blago kiselim tlima. Zbog svoje male ovisnosti o fotosintezi može se naći i u sjenovitim šumama, pa tako mogu rasti i u gustim borovim šumama. Pošto borove šume ne odgovaraju mnogo niskom raslinju prava je rijetkost postojanja neke biljke u području takve šume. Osim ljubičaste, postoji i srodna Bijela kruščika, koja je također otporna na kiselija tla.
Biljne zajednice u kojima raste ljubičasta kruščika:
- bukova šuma
- hrastova šuma
- grabova šuma
- sjenovite borove šume
- crnogorične šume

## Prisutnost
Ljubičasta kruščika prirodno raste na Mediteranskom području (Italija, Hrvatska, Grčka) i na području Alpa. Oprašivanjem i distribucijom ljubičasta kruščika može nači na Baltiku (Litva, Danska), u Francuskoj, Bugarskoj i Moldaviji. Pošto je otporna i na kiselo tlo i na hladnoću uspjela se održati i u Ujedinjenom Kraljevstvu.  Prema nekim izvorima viđena je i na Kavkazu.

### Njemačka
Ljubičasta kruščika najrasprostranjenija je u Hessenu, Saarlandu, Baden-Württembergu i Thüringenu. U drugim njemačkim saveznim pokrajinama znatno je rjeđa. U cijeloj Njemačkoj ljubičasta kruščika je zakonom zaštićena biljka, a zahvaljujući strogim mjerama zaštite nije ugrožena.